# 2-й повітряний корпус (Третій Рейх)
2-й повітряний корпус (нім. II. Fliegerkorps) — авіаційний корпус Люфтваффе за часів Другої світової війни.

## Історія
2-й повітряний корпус сформований 11 жовтня 1939 року у Франкфурті-на-Майні на основі 2-ї авіаційної дивізії. Брав активну участь у боях на Західному фронті, а з червня 1941 року — у німецько-радянській війні. 15 листопада 1941 року корпус переведений на Середземноморський театр війни. 29 серпня 1944 року він був об'єднаний з Фельдлюфтгау XXX і перейменований на Головне командування люфтваффе на Північних Балканах (нім. Kommandierende General der deutschen Luftwaffe in Nordbalkan). У листопаді 1944 року корпус знову був перейменований на 2-й повітряний, потім 12 квітня 1945 року перейменований на Командування Люфтваффе «Північний Схід» (нім. Luftwaffenkommando Nordost).

## Командування

### Командири
1-ше формування
- Генерал-полковник Бруно Лерцер (11 жовтня 1939 — 23 лютого 1943)
- Генерал-майор Мартін Гарлінгхаузен (нім. Martin Harlinghausen) (17 січня — 25 червня 1943)
- Генерал авіації Альфред Бюловіус (нім. Alfred Bülowius) (26 червня 1943 — 30 червня 1944)
- Генерал-лейтенант Курт Кляйнрат (нім. Kurt Kleinrath) (1 липня — 31 серпня 1944)

2-ге формування
- Генерал авіації Йоганнес Фінк (нім. Johannes Fink) (1 грудня 1944 — січень 1945)
- Генерал авіації Штефан Фреліх (нім. Stefan Fröhlich) (січень — 1 лютого 1945)
- Генерал авіації Мартін Фібіг (нім. Martin Fiebig) (1 лютого — 12 квітня 1945)

## Дислокація штабу корпусу
| Початок        | Завершення     | Місто              |
| -------------- | -------------- | ------------------ |
| жовтень 1939   | травень 1940   | Франкфурт-на-Майні |
| 24 травня 1940 |                | Бастонь            |
| липень 1940    | червень 1941   | Гент               |
| червень 1941   | липень 1941    | Отвоцьк            |
| липень 1941    | вересень 1941  | Копись             |
| вересень 1941  | жовтень 1941   | Шаталово           |
| жовтень 1941   |                | Юхнов              |
| жовтень 1941   | 4 грудня 1941  | Калуга             |
| 4 грудня 1941  | червень 1943   | Таорміна           |
| червень 1943   | вересень 1943  | Сала-Консіліна     |
| вересень 1943  | жовтень 1943   | Мерате             |
| жовтень 1943   | грудень 1943   | Верона             |
| грудень 1943   | 12 червня 1944 | Комп'єнь           |
| 12 червня 1944 | серпень 1944   | Шартр              |
| серпень 1944   | 29 серпня 1944 | Ниш                |
| 29 серпня 1944 | листопад 1944  | Аграм              |
| листопад 1944  | 3 лютого 1945  | Фюнфкірчен         |
| 3 лютого 1945  | 2 квітня 1945  | Бізенталь          |

## Бойовий склад 2-го повітряного корпусу
Формування управління, забезпечення та підтримки
- підрозділ аеродромного забезпечення готовності 2-го корпусу (Flugbereitschaft/II. Fliegerkorps);
- 32-й авіаційний полк зв'язку (Luftnachrichten-Regiment 32).

- 2-га бомбардувальна ескадра (KG 2);
- 3-тя бомбардувальна ескадра (KG 3);
- 53-тя бомбардувальна ескадра (KG 53);
- 3-те винищувальне командування (Jagdfliegerführer 3);
- 3-тя ескадрилья 121-ї авіаційної групи далекої розвідки (3./Fernaufklärunsggruppe 121).

- 2-га бомбардувальна ескадра (KG 2);
- 3-тя бомбардувальна ескадра (KG 3);
- 53-тя бомбардувальна ескадра (KG 53);
- 1-ша ескадрилья 2-ї авіаційної групи пікіруючих бомбардувальників (Sturzkampfgruppe II/1);
- 2-га авіагрупа пікіруючих бомбардувальників 2-ї навчально-бойової змішаної ескадри (Sturzkampfgruppe II/Lehrgeschwader 2);
- 210-та група важких винищувачів (Zerstörergruppe 210).

- 1-ша ескадрилья 122-ї розвідувальної авіагрупи (1.(F)/ Aufklärungsgruppe 122);
- 3-тя бомбардувальна ескадра (KG 3);
- 53-тя бомбардувальна ескадра (KG 53);
- 210-та ескадра швидкісних бомбардувальників (SKG 210);
- 51-ша винищувальна ескадра (JG 51);
- 102-а бомбардувальна ескадра спеціального призначення (KG z.b.V. 102).

- 122-га розвідувальна авіагрупа (Fernaufklärungsgruppe 122);
- 1-ша бомбардувальна ескадра (KG 1);
- 6-та бомбардувальна ескадра (KG 6);
- 26-та бомбардувальна ескадра (KG 26);
- 30-та бомбардувальна ескадра (KG 30);
- 54-та бомбардувальна ескадра (KG 54);
- 76-та бомбардувальна ескадра (KG 76);
- 77-ма бомбардувальна ескадра (KG 77);
- 100-та бомбардувальна ескадра (KG 100);
- 10-та ескадра швидкісних бомбардувальників (SKG 10);
- 2-га штурмова ескадра (SG 2);
- 1-ша ескадра важких винищувачів (ZG 1);
- 26-та ескадра важких винищувачів (ZG 26);
- 3-тя винищувальна ескадра (JG 3);
- 27-ма винищувальна ескадра (JG 27);
- 53-тя винищувальна ескадра (JG 53);
- 77-ма винищувальна ескадра (JG 77);
- 2-га ескадра нічних винищувачів (NJG 2).

- 12-та група літаків спостереження (Nahaufklärungsgruppe 12 (NAGr 12);
- 10-та штурмова ескадра (SG 10);
- 5-та група нічних винищувачів (Nachtschlachtgruppe 5 (NSGr 5);
- 10-та група нічних винищувачів (Nachtschlachtgruppe 10 (NSGr 10).

- 1-ша авіаційна дивізія (1. Flieger-Division);
- 4-та авіаційна дивізія (4. Flieger-Division);
- Винищувальне командування «Ост» (Jagdfliegerführer Ost);
- Бойова група «Вайс» (Gefechtsverband Weiss);
- 4-та авіагрупа 2-ї ескадри нічних винищувачів (IV./Nachtjagdgeschwader 2 (IV./NJG 2);
- 3-тя авіагрупа 53-ї винищувальної ескадри (III./Jagdgeschwader 53 (III./JG 53).

- 1-ша авіаційна дивізія;
- 4-та авіаційна дивізія;
- 4-та авіагрупа 2-ї ескадри нічних винищувачів;
- 2-га авіагрупа 3-ї ескадри нічних винищувачів (II./Nachtjagdgeschwader 3 (II./NJG 3);
- 3-тя авіагрупа 53-ї винищувальної ескадри (без 7-го штаффеля) (III./Jagdgeschwader 53 (III./JG 53).